# أفضل الملك (شترال)
أفضل الملك (1 كانون الثاني 1867 - 6 تشرين الثاني 1892) كان مهتارًا (حاكمًا) لولاية شترال الأميرية، الذي حكم لفترة وجيزة بعد وفاة والده المهتار أمان الملك، واغتصب حق أخيه الأكبر نظام الملك. دام حكمه شهرين وسبعة أيام قبل أن يتم اغتياله على يد عمه شير أفضل.